# Liste des monuments historiques de La Roche-sur-Yon
Cet article recense les monuments historiques de La Roche-sur-Yon, dans le département de Vendée, en France.

## Liste
| Monument                                     | Commune          | Adresse                     | Coordonnées                        | Notice         | Protection | Date | Illustration                                 |
| -------------------------------------------- | ---------------- | --------------------------- | ---------------------------------- | -------------- | ---------- | ---- | -------------------------------------------- |
| Abbaye des Fontenelles                       | La Roche-sur-Yon | Les Fontenelles             | 46° 39′ 51″ nord, 1° 29′ 11″ ouest | « PA00110211 » | Classé     | 1948 | Abbaye des Fontenelles                       |
| Église Saint-Louis de La Roche-sur-Yon       | La Roche-sur-Yon | Place Napoléon              | 46° 40′ 15″ nord, 1° 25′ 29″ ouest | « PA00110212 » | Classé     | 1982 | Église Saint-Louis de La Roche-sur-Yon       |
| Hôpital de La Roche-sur-Yon                  | La Roche-sur-Yon | Rue du Maréchal-Foch        | 46° 40′ 27″ nord, 1° 25′ 40″ ouest | « PA00110213 » | Inscrit    | 1981 | Hôpital de La Roche-sur-Yon                  |
| Hôtel de préfecture de la Vendée             | La Roche-sur-Yon | Place François-Mitterrand   | 46° 40′ 02″ nord, 1° 25′ 40″ ouest | « PA00110216 » | Inscrit    | 1991 | Hôtel de préfecture de la Vendée             |
| Ancien palais de justice de La Roche-sur-Yon | La Roche-sur-Yon | Place Napoléon              | 46° 40′ 14″ nord, 1° 25′ 41″ ouest | « PA00110214 » | Inscrit    | 1985 | Ancien palais de justice de La Roche-sur-Yon |
| Pavillon Renaissance                         | La Roche-sur-Yon | Place de la Vieille-Horloge | 46° 40′ 11″ nord, 1° 25′ 21″ ouest | « PA00110215 » | Inscrit    | 1930 | Pavillon Renaissance                         |
| Statue équestre de Napoléon                  | La Roche-sur-Yon | place Napoléon              | 46° 40′ 14″ nord, 1° 25′ 36″ ouest | « PA85000054 » | Inscrit    | 2019 | Statue équestre de Napoléon                  |
| Théâtre de La Roche-sur-Yon                  | La Roche-sur-Yon | Place du Théâtre            | 46° 40′ 15″ nord, 1° 25′ 46″ ouest | « PA00110217 » | Inscrit    | 1985 | Théâtre de La Roche-sur-Yon                  |